# Глікемічний індекс
Глікемі́чний і́ндекс (англ. glycemic (glycaemic) index, GI) — відносний показник впливу вуглеводів у продуктах харчування на зміну рівня глюкози в крові (далі рівень цукру в крові). Вуглеводи з низьким рівнем ГІ (55 і нижче) повільніше засвоюються, всмоктуються та метаболізують, тому викликають менше та повільніше підняття рівня цукру в крові, та відповідно, як правило, рівня інсуліну.
За еталон взято зміну рівня цукру в крові через 2 години після вживання глюкози. ГІ глюкози прийнятий за 100. ГІ інших продуктів відображає порівняння впливу наявних вуглеводів на зміну рівня цукру в крові з впливом такої ж кількості глюкози.
Наприклад, у 100 грамах сухої гречки міститься 72 грами вуглеводів. Тобто, при вживанні гречаної каші, приготовленої зі 100 г сухої гречки, ми отримаємо 72 г вуглеводів. Вуглеводи в організмі людини ферменти розщеплюють до глюкози, яка всмоктується в кров в кишечнику. ГІ гречки дорівнює 45. Це означає, що вживання гречаної каші, приготовленої зі 100 г сухої гречки, призведе до такого ж зміни цукру в крові в наступні дві години, як вживання 72х0,45 = 32,4 г чистої глюкози. За допомогою даного розрахунку визначають глікемічне навантаження (англ. glycemic load, GL) продуктів харчування.
Часто глікемічним індексом помилково називають швидкість зміни рівня цукру в крові після вживання продуктів. Продукти з низьким ГІ дійсно засвоюються як правило повільніше, ніж продукти з високим ГІ. І відповідно, повільніше підвищують рівень цукру в крові. Але згідно з міжнародним стандартом ISO 26642: 2010 в процесі визначення глікемічного індексу швидкість зміни цукру в крові не вимірюють.
Глікемічний індекс — це важливий показник для складання дієт для людей з цукровим діабетом та надлишковою вагою.

## Таблиця індексів найпоширеніших продуктів харчування
Університет Сіднея регулярно проводить дослідження харчових продуктів та публікує їх для загального доступу, у таблиці наведені найпоширеніші з них:
| Продукт                                           | GI | GL | Категорія           | Посилання на дослідження                                                     |
| ------------------------------------------------- | -- | -- | ------------------- | ---------------------------------------------------------------------------- |
| Цукор (Китай)                                     | 84 | 8  | Приправи            | Sugar (China) [Архівовано 27 травня 2018 у Wayback Machine.]                 |
| Рис                                               | 75 | 30 | Крупи               | Medium Grain rice [Архівовано 27 травня 2018 у Wayback Machine.]             |
| Пшоно                                             | 71 | 26 | Крупи               | Millet [Архівовано 18 серпня 2017 у Wayback Machine.]                        |
| Хліб пшеничний білий                              | 71 | 10 | Хлібобулочні вироби | White bread, wheat flour [Архівовано 27 травня 2018 у Wayback Machine.]      |
| Хліб пшеничний цільнозерновий                     | 67 | 8  | Хлібобулочні вироби | Wholemeal (whole wheat) bread [Архівовано 27 травня 2018 у Wayback Machine.] |
| Цукор (Канада)                                    | 65 | 7  | Приправи            | Sugar (Canada) [Архівовано 27 травня 2018 у Wayback Machine.]                |
| Вівсяна крупа                                     | 59 | 11 | Крупи               | Oats [Архівовано 27 травня 2018 у Wayback Machine.]                          |
| Манна крупа                                       | 55 | 27 | Крупи               | Semolina [Архівовано 27 травня 2018 у Wayback Machine.]                      |
| Кукурудзяна крупа                                 | 52 | 15 | Крупи               | Corn granules [Архівовано 27 травня 2018 у Wayback Machine.]                 |
| Хліб житньо-пшеничний (50 %-50 %)                 | 50 | 7  | Хлібобулочні вироби | Rye bread (50 % rye flour) [Архівовано 27 травня 2018 у Wayback Machine.]    |
| Гречка                                            | 49 | 15 | Крупи               | Buckwheat [Архівовано 27 травня 2018 у Wayback Machine.]                     |
| Картопля варена (без домішок)                     | 49 | 15 | Овочі               | Potatoes boiled [Архівовано 27 травня 2018 у Wayback Machine.]               |
| Хліб житній                                       | 48 | 6  | Хлібобулочні вироби | Sourdough rye bread [Архівовано 27 травня 2018 у Wayback Machine.]           |
| Хліб пшенично-житній з висівками (75 %-10 %-15 %) | 40 | 6  | Хлібобулочні вироби | Wheat and rye bread [Архівовано 27 травня 2018 у Wayback Machine.]           |
| Ячмінна крупа (Перловка)                          | 29 | 12 | Крупи               | Barley, pearled [Архівовано 27 травня 2017 у Wayback Machine.]               |

## Таблиця глікемічних індексів деяких продуктів
| Найменування                               | Глікемічний індекс |
| ------------------------------------------ | ------------------ |
| пиво                                       | 110                |
| фініки                                     | 103                |
| кукурудзяна тортилья                       | 100                |
| тост із білого хліба                       | 100                |
| бруква                                     | 99                 |
| пастернак                                  | 97                 |
| булочки французькі                         | 95                 |
| картопля печена                            | 95                 |
| рисове борошно                             | 95                 |
| локшина рисова                             | 92                 |
| абрикоси консервовані                      | 91                 |
| кактусовий джем                            | 91                 |
| картопляне пюре                            | 90                 |
| рисова каша швидкого приготування          | 90                 |
| кукурудзяні пластівці                      | 85                 |
| морква відварна                            | 85                 |
| попкорн                                    | 85                 |
| хліб білий                                 | 85                 |
| хліб рисовий                               | 85                 |
| картопляне пюре швидкого приготування      | 83                 |
| боби кормові                               | 80                 |
| картопляні чипси                           | 80                 |
| крекери                                    | 80                 |
| мюслі з горіхами і родзинками              | 80                 |
| тапіока                                    | 80                 |
| вафлі несолодкі                            | 76                 |
| пончики                                    | 76                 |
| кавун                                      | 75                 |
| кабачки                                    | 75                 |
| гарбуз                                     | 75                 |
| хліб довгий французький                    | 75                 |
| сухарі мелені для панірування              | 74                 |
| бублик пшеничний                           | 72                 |
| пшоно                                      | 71                 |
| картопля варена                            | 70                 |
| кока-кола, фанта, спрайт                   | 70                 |
| крохмаль картопляний, кукурудзяний         | 70                 |
| кукурудза варена                           | 70                 |
| мармелад, джем з цукром                    | 70                 |
| шоколадні батончики                        | 70                 |
| пельмені, равіолі                          | 70                 |
| ріпа                                       | 70                 |
| рис білий, оброблений паром                | 70                 |
| цукор (сахароза)                           | 70                 |
| фруктові чипси в цукрі                     | 70                 |
| шоколад молочний                           | 70                 |
| прісні коржики                             | 69                 |
| борошно пшеничне                           | 69                 |
| круасан                                    | 67                 |
| ананас                                     | 66                 |
| крем, з додаванням пшеничного борошна      | 66                 |
| мюслі швейцарські                          | 66                 |
| вівсяна каша, швидкорозчинна               | 66                 |
| суп-пюре з зеленого сухого гороху          | 66                 |
| банани                                     | 65                 |
| диня                                       | 65                 |
| картопля в мундирі                         | 65                 |
| консервовані овочі                         | 65                 |
| кускус                                     | 65                 |
| манна крупа                                | 65                 |
| пісочні кошики з фруктами                  | 65                 |
| сік апельсиновий, готовий                  | 65                 |
| хліб чорний                                | 65                 |
| родзинки                                   | 64                 |
| макарони з сиром                           | 64                 |
| печиво пісочне                             | 64                 |
| буряк                                      | 64                 |
| суп-пюре з чорних бобів                    | 64                 |
| бісквіт                                    | 63                 |
| зерна пшеничні, пророщені                  | 63                 |
| оладки з пшеничного борошна                | 62                 |
| Твікс                                      | 62                 |
| булочки для гамбургерів                    | 61                 |
| піца з помідорами і сиром                  | 60                 |
| рис білий                                  | 60                 |
| суп-пюре з жовтого гороху                  | 60                 |
| кукурудза солодка консервована             | 59                 |
| пиріжки                                    | 59                 |
| папая                                      | 58                 |
| піта арабська                              | 57                 |
| рис дикий                                  | 57                 |
| манго                                      | 55                 |
| печиво вівсяне                             | 55                 |
| печиво здобне                              | 55                 |
| салат фруктовий зі збитими вершками        | 55                 |
| таро                                       | 54                 |
| пластівці зародкові                        | 53                 |
| йогурт солодкий                            | 52                 |
| морозиво                                   | 52                 |
| суп томатний                               | 52                 |
| висівки                                    | 51                 |
| гречка                                     | 50                 |
| картопля солодка (батат)                   | 50                 |
| ківі                                       | 50                 |
| рис коричневий                             | 50                 |
| спагеті, макарони                          | 50                 |
| тортеліні з сиром                          | 50                 |
| хліб, млинці з гречаного борошна           | 50                 |
| щербет                                     | 50                 |
| вівсяна каша                               | 49                 |
| амілоза                                    | 48                 |
| булгур                                     | 48                 |
| зелений горошок, консервований             | 48                 |
| сік виноградний, без цукру                 | 48                 |
| сік грейпфрута, без цукру                  | 48                 |
| хліб фруктовий                             | 47                 |
| лактоза                                    | 46                 |
| сік ананасовий, без цукру                  | 46                 |
| хліб з висівками                           | 45                 |
| груші консервовані                         | 44                 |
| суп-пюре сочевичний                        | 44                 |
| квасоля кольорова                          | 42                 |
| горошок турецький консервований            | 41                 |
| виноград                                   | 40                 |
| горошок зелений, свіжий                    | 40                 |
| Мамалиґа (каша з кукурудзяного борошна)    | 40                 |
| сік апельсиновий свіжовіджатий, без цукру  | 40                 |
| сік яблучний, без цукру                    | 40                 |
| квасоля біла                               | 40                 |
| хліб зерновий пшеничний, хліб житній       | 40                 |
| хліб гарбузовий                            | 40                 |
| рибні палички                              | 38                 |
| спагеті з борошна грубого помелу           | 38                 |
| суп-юшка з лімської квасолі                | 36                 |
| апельсини                                  | 35                 |
| вермішель китайська                        | 35                 |
| горох зелений, сухий                       | 35                 |
| інжир                                      | 35                 |
| йогурт натуральний                         | 35                 |
| йогурт знежирений                          | 35                 |
| кіноа                                      | 35                 |
| курага                                     | 35                 |
| маїс                                       | 35                 |
| морква сира                                | 35                 |
| морозиво з соєвого молока                  | 35                 |
| груші                                      | 34                 |
| зерна житні, пророщені                     | 34                 |
| молоко шоколадне                           | 34                 |
| арахісова паста                            | 32                 |
| полуниця                                   | 32                 |
| молоко незбиране                           | 32                 |
| квасоля лімська                            | 32                 |
| банани зелені                              | 30                 |
| боби чорні                                 | 30                 |
| горошок турецький                          | 30                 |
| мармелад ягідний без цукру, джем без цукру | 30                 |
| молоко 2-відсоткове                        | 30                 |
| молоко соєве                               | 30                 |
| персики                                    | 30                 |
| яблука                                     | 30                 |
| сосиски                                    | 28                 |
| молоко збиране                             | 27                 |
| сочевиця червона                           | 25                 |
| вишня                                      | 22                 |
| горох жовтий подрібнений                   | 22                 |
| грейпфрути                                 | 22                 |
| перловка                                   | 22                 |
| сливи                                      | 22                 |
| соєві боби, консервовані                   | 22                 |
| сочевиця зелена                            | 22                 |
| шоколад чорний (70 % какао)                | 22                 |
| абрикоси свіжі                             | 20                 |
| арахіс                                     | 20                 |
| соєві боби, сухі                           | 20                 |
| фруктоза                                   | 20                 |
| рисові висівки                             | 19                 |
| горіхи волоські                            | 15                 |
| баклажани                                  | 10                 |
| броколі                                    | 10                 |
| гриби                                      | 10                 |
| зелений перець                             | 10                 |
| кактус мексиканський                       | 10                 |
| капуста                                    | 10                 |
| цибуля                                     | 10                 |
| помідори                                   | 10                 |
| салат листовий                             | 10                 |
| салат-латук                                | 10                 |
| часник                                     | 10                 |
| насіння соняшника                          | 8                  |

## Користь знань про глікемічний індекс
Для більшості людей їжа з низьким глікемічним індексом є бажанішою. Повільне засвоєння їжі, поступові підйом та зниження рівня глюкози в крові за низького ГІ допомагають людям з діабетом контролювати концентрацію глюкози в крові. Виняток становлять лише спортсмени, для яких їжа з високим ГІ може бути корисною під час та після змагань — вона допомагає швидко відновлювати сили. Їжа з низьким ГІ, вжита за 2 години до змагань, може допомагати спортсменам, забезпечуючи м'язи повільно вивільнюваною енергією. Такий же ефект може допомагати здоровим людям схуднути. Проте данні дослідження Зеєві та співавт. показують, що засвоєння вуглеводів різниться у людей при вживанні однакових продуктів. Глікемічний індекс заведено ділити на низький (10-40), середній (40-70) та високий (понад 70). На упаковках вітчизняних продуктів знайти згадку про ГІ практично неможливо, але в країнах ЄС його часто вказують. Приміром, шоколадний батончик — 70, гамбургер — 85, морозиво — пломбір у шоколаді — 70, шоколад чорний (70 % какао) — 22, шоколад молочний — 70, томатний сік — 15, виноградний (та інші фруктові соки без цукру) — приблизно 46-48, у більшості м'ясних і рибних продуктів ГІ менше 10.[джерело?]